# Красный Путь (Московская область)
Кра́сный Путь — село в городском округе Домодедово Московской области России. До 2005 года — посёлок совхоза «Красный Путь».
Село расположено в юго-восточной части Московской области, в 30 км от Московской кольцевой автодороги, в 16,4 км юго-восточнее окружного центра — города Домодедово. Ближайшие населённые пункты — село Успенское, деревни Проводы, Образцово, Житнево, Мотякино, Базулино, Шахово.

## История
До 1994 г. посёлок совхоза «Красный Путь» был центром Краснопутьского сельсовета, с 1994 до 2007 гг. — центром Краснопутьского сельского округа Домодедовского района.
24 июня 2005 года посёлок совхоза «Красный Путь» был переименован в Красный Путь. 30 декабря 2005 года посёлок был преобразован в село.
С 2007 года село является центром Краснопутьской территории в рамках территориального отдела Лобановского и Краснопутьского административных округов городского округа Домодедово.

## Население
| 2002 | 2010  | 2021  |
| ---- | ----- | ----- |
| 1492 | ↘1432 | ↗3803 |